# Kanalia
Kanalia – polski dramat psychologiczny z 1991 roku w reżyserii Tomasza Wiszniewskiego, będący jego pełnometrażowym debiutem reżyserskim. Fabuła opowiada o rewolucjonistach 1905 roku i jest to historia oparta na autentycznych wydarzeniach. Zdjęcia kręcono w Łodzi.

## Treść
Wert, młody dowódca „piątki” – bojowej grupy PPS, po stłumieniu rewolucji 1905 roku potajemnie przedostaje się do Niemiec. Rosyjski śledczy – Jegor Potapowicz Jegorow, przypłaca wymknięcie się Werta trwałym kalectwem i degradacją do mało znaczącej funkcji prystawa. Pragnie się zrehabilitować, a równocześnie tęskni do spotkania z osobistym wrogiem, do którego nabrał szczególnego stosunku uczuciowego. Kiedy odkrywa miejsce pobytu Werta, po 3 latach zwabia go do Łodzi. Wbrew swym przełożonym, wcale nie chce go zlikwidować, tylko schwytać, a przez to upokorzyć i złamać. Ponownie więc rozpoczyna wymyślną grę psychologiczną z „kanalią” – swym ulubionym wrogiem. Osobiście głęboko przeżywa ostateczną rozgrywkę i cieszy się, gdy bojowcowi udaje się umknąć z osaczenia.

## Obsada
- Adam Ferency – Jegor Potapowicz Jegorow
- Piotr Siwkiewicz – Wert (głos: Zbigniew Zamachowski)
- Joanna Trzepiecińska – Tamara
- Bogusław Linda – Zbych
- Michał Tarkowski – „Pigularz”
- Krzysztof Kiersznowski – Sykstus Buczyński
- Tadeusz Szymków – Grisza, podwładny Jegorowa
- Ryszard Kotys – Jefim, podkomendny Jegorowa
- Dariusz Siatkowski – lejtnant Kalinka
- Leon Niemczyk – pracodawca Werta w Niemczech
- Eugeniusz Priwieziencew – rosyjski prowokator w Niemczech (głos: Jerzy Bończak)
- Ryszard Ronczewski – policmajster
- Marcel Szytenchelm – gach Tamary
- Henryk Boukołowski – „prawdziwy Polak”, lokator domu przy Zielonej 6
- Henryk Bista – fryzjer
- Andrzej Szenajch – lekarz wojskowy
- Bogusław Sochnacki – dozorca domu przy Zielonej 6
- Włodzimierz Musiał – dozorca w domu Jegorowa (Piotrkowska 20)
- Stanisław Marian Kamiński – dostarczyciel protezy dla Jegorowa
- Czesław Nogacki – „Kusy”